# Pedro Juan Gutiérrez
Pedro Juan Gutiérrez (Matanzas, 27 gennaio 1950) è uno scrittore, poeta, pittore e giornalista cubano.

## Biografia
Ha alternato il mestiere di strillone a quello di gelataio, poi è stato soldato, zappatore, istruttore di nuoto e di kajak, ma anche raccoglitore di canna da zucchero e bracciante agricolo. Attorno ai trent'anni ha fatto il tecnico delle costruzioni e il professore di disegno, occupandosi anche di radio e televisione come assistente regista e autore di documentari.
Si è laureato in giornalismo all'Università dell'Avana e ha esercitato la professione di annunciatore radiotelevisivo. Oggi è professore universitario all'Avana ed è molto noto come scultore e poeta visual-sperimentale. Non disdegna apparizioni come attore e animatore alla radio e alla televisione.
Nel 1998 pubblicò la sua "Trilogia sporca dell'Avana", con cui si impose all'attenzione della critica e del pubblico. Fino ad allora era stato, per ventisei anni, giornalista. Fra il 1998 e il 2003 pubblicò i cinque libri del "Ciclo del Centro Avana".
Ama viaggiare e scrivere.
Per il suo stile letterario di realismo crudo è stato associato più volte a Charles Bukowski.

## Stile e traiettoria letteraria
Due dei suoi libri hanno ottenuto riconoscimenti rilevanti: Animal tropical (Premio Alfonso García-Ramos de Novela 2000, Spagna), e Carne di cane (Premio Narrativa Sud del Mondo 2003, Italia). Continua a vivere nel Centro dell'Avana, dove dipinge e scrive i suoi libri. La sua opera intende essere una denuncia sociale che comprende le miserie della sua città e del suo paese, che accompagna con una forte dose di immagini scatologiche che consentono di classificare la sua opera nell'ambito del cosiddetto realismo sporco. 
Di tutt'altro avviso è invece lo studioso italiano Gino Tramontana (Dottore in Letteratura ispano-americana, musicista e scrittore) il quale sostiene che la poetica di Pedro Juan Gutiérrez sia da ritenersi non poi così nettamente sovrapponibile a quella di Charles Bukowski e del tutto distante dal cosiddetto realismo sporco, ritenendo che la definizione più adeguata sia quella di iperrealismo osceno.  Tale teoria è stata accettata e divulgata mediante una tesi dottorale per l'Università Complutense di Madrid, e suscitando interesse da parte di riviste scientifiche internazionali quali Cultura Latinoamericana e Cuadernos del Hipogrifo. Ad avallare tale teoria, inoltre, nel 2017 presso la facoltà di Lettere dell'Università Complutense di Madrid si è tenuta una conferenza intitolata ¿Realismo sucio o hiperrealismo obsceno? nel corso della quale Gino Tramontana ha intervistato Pedro Juan Gutiérrez portando avanti la tesi che vede l'autore cubano del tutto distante dal movimento letterario definito come realismo sporco. 

## Opere

### Romanzi
- Cuentos de La Habana Vieja (1997)
- Malinconia dei leoni (Melancolía de los leones) (2002)
- Il nostro GG all'Avana (Nuestro GG en La Habana) (2005), romanzo poliziesco.
- Il nido del serpente (El nido de la serpiente: Memorias del hijo del heladero), sulla gioventù del suo quasi ubiquo personaggio del "Ciclo del Centro Avana" e alter ego. (2003)
- Corazón mestizo, libro di viaggio sul suo paese.
- Diálogo con mi sombra (2013)
- Viejo loco (2014)
- Fabian e il caos (2016)

#### Ciclo del Centro Avana
- Trilogia sporca dell'Avana (Trilogía sucia de La Habana) (1998), che contiene:
  - Ancorato alla terra di nessuno (Anclado en tierra de nadie)
  - Senza niente da fare (Nada que hacer)
  - Sapore di me (Sabor a mí).
- Il re dell'Avana (El Rey de La Habana) (1999).
- Animal tropical (2000).
- L'insaziabile uomo ragno (El insaciable hombre araña) (2002).
- Carne di cane (Carne de perro) (2003).

### Poesia
- Espléndidos peces plateados
- La realidad rugiendo
- Fuego contra los herejes
- Non aver paura Lulù (Lulú la perdida y otros poemas de John Snake) (2006)
- La línea oscura. Poesía escogida
- Arrastrando hojas secas hacia la oscuridad
- La serpiente roja
- El sendero de las fieras (Yo y una lujuriosa negra vieja)
- Morir en París
- El último misterio de John Snake
- Mediciones y sondeos